# Ferdinand I. (Aragón)

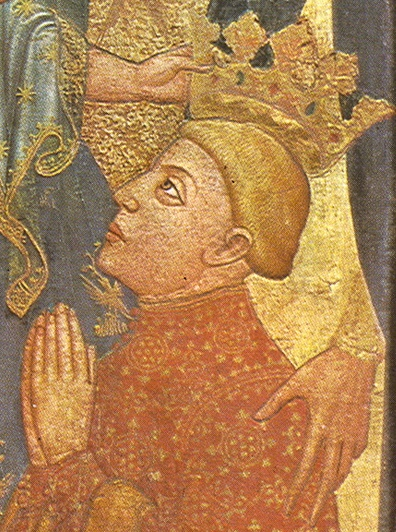
Krönung Ferdinands I. von Aragón

Ferdinand I. von Aragon, auch Ferdinand von Antequera (Fernando de Antequera), Ferdinand von Trastámara (Fernando de Trastámara), Ferdinand der Gerechte (Fernando el Justo) genannt (* 27. November 1380 in Medina del Campo; † 2. April 1416 in Igualada) aus dem Haus Trastámara, war ab 1412 König von Aragon, Sizilien und Sardinien.

## Leben
Ferdinand wurde als der zweite Sohn des Königs Johann I. von Kastilien und dessen Gemahlin Eleonore, Tochter Peters IV. von Aragon am 27. November 1380 geboren. Er erhielt im Jahr 1386 von seinem Vater den Titel eines Herzogs von Peñafiel und Grafen von Mayorga. Nach dem Tod seines Bruders Heinrich III. im Jahr 1406 schlug er die ihm von den Ständen angetragene Krone von Kastilien aus und teilte mit der Königin-Witwe Katharina von Lancaster die Vormundschaft über seinen Neffen Johann II. In dieser Stellung erhielt er die Ruhe im Innern, kämpfte glücklich gegen die Mauren, denen er 1410 die Festung Antequera abnahm. Dieser militärische Sieg brachte Kastilien zu großem Ansehen und Ferdinand den Ehrennamen „el de Antequera“.
Differenzen mit Katharina wurden beigelegt, indem das Reich unter beiden in Einflusssphären eingeteilt wurde, wobei Ferdinand Neukastilien, Estremadura, Andalusien und Murcia erhielt.
Nach dem Tod des Königs Martin I. von Aragonien und nach zweijährigem Interregnum wurde Ferdinand im Jahr 1412 durch den Schiedsspruch einer von den Cortes aufgestellten Kommission auf den Thron erhoben (Kompromiss von Caspe). Ein Jahr später schlug er den Prätendenten Graf Jakob II. von Urgell, den ein englisches Heer unterstützte, und krönte sich am 15. Januar 1414 in Saragossa. Im Abendländischen Schisma stand er auf Seiten Roms und Papst Benedikts XIII., der ihm dadurch die Herrschaft über Sizilien, Sardinien und Korsika bestätigte. Er schlug dort Aufstände nieder und vereinigte im Jahr 1414 die Kronen von Aragón und Sizilien. Gleichzeitig war er auf Ausgleich mit dem Königreich Marokko und dem Emirat von Granada bedacht. Später sagte er sich von Benedikt XIII. los, der im Konzil von Konstanz zu keinerlei Kompromissen bereit war.
Auch nach seiner Erhebung zum König von Aragonien behielt er die Regentschaft über Kastilien, wobei er von seinem Sohn Heinrich unterstützt wurde. Seine kastilischen Güter gab er an seine jüngeren Söhne weiter.
Ohne dass er seine großen Pläne verwirklichen konnte, starb Ferdinand am 2. April 1416 in Igualada. Er galt als fromm, gerecht und klug sowie als einer der bedeutenderen Könige Aragoniens. Er wurde im Kloster Poblet begraben.

## Nachkommen
Ferdinand heiratete Eleonore Urraca von Kastilien (1374–1435), Tochter von Sancho Alfonso, Graf von Alburquerque (eine Enkeltochter König Alfons XI. von Kastilien) Die Kinder aus dieser Ehe werden in der spanischen Geschichtsschreibung als Infantes de Aragón bezeichnet:

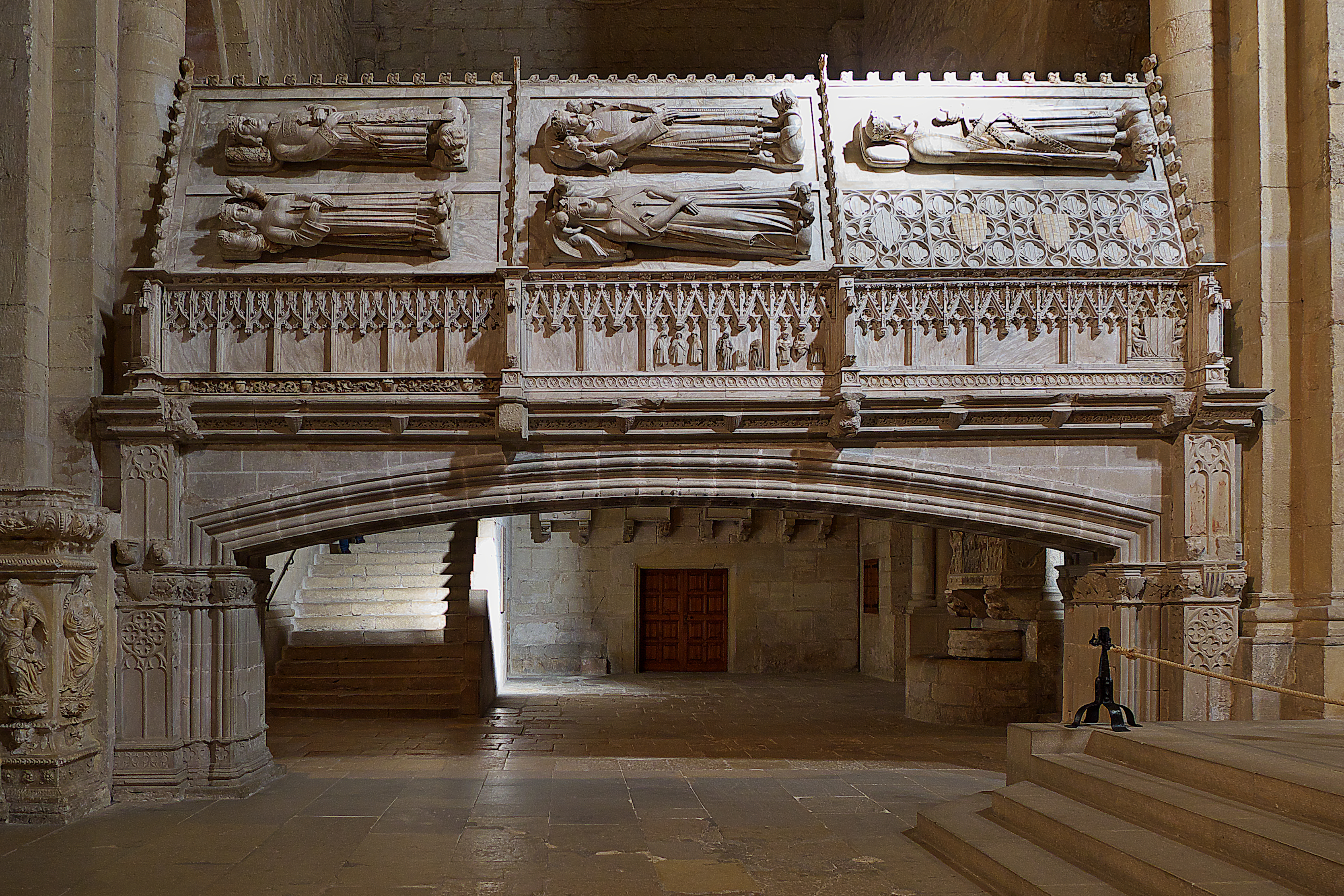
Kenotaphe der Könige von Aragón im Kloster Poblet

- Maria (1396–1445) ⚭ 1420 König Johann II. von Kastilien
- Alfons V. (1396–1458), König von Aragonien
- Johann II. (1398–1479), König von Navarra, König von Aragonien
- Heinrich (1400–1445), Herzog von Villena, Großmeister des Ordens von Santiago
- Sancho (ca. 1400–1416), Großmeister des Ordens von Alcantara
- Eleonore (1400/2–1445) ⚭ 1420 König Eduard von Portugal
- Peter (1406–1438), Herzog von Noto